# Antonio Mercurio (pittore)
Antonio Mercurio (Palermo, 1750 – XVIII secolo) fu un pittore palermitano del tardo barocco.

## Biografia
Figlio del pittore palermitano Gaetano Mercurio. Come il padre la prima opera certa si trova nel duomo della Natività di Maria, matrice nuova di Castelbuono.

## Opere

### Palermo e provincia
Castelbuono 
- XVIII secolo, Vergine con il Bambino ritratta tra San Paolo Apostolo e San Francesco di Paola, olio su tela, opera custodita nel duomo della Natività di Maria o matrice nuova.

### Enna e provincia
Enna 
- XVIII secolo, Deposizione, olio su tela, attribuzione d'opera presente nel duomo di Maria Santissima della Visitazione.

### Messina e provincia
Lipari 
- 1779 - 1780, San Gaetano da Thiene, Assunzione della Beata Vergine Maria, Visitazione della Beata Vergine Maria a Santa Elisabetta, Sant'Agatone e la Traslazione delle reliquie di San Bartolomeo Apostolo, anno 264, olio su tela, dipinti custoditi nella navata destra della concattedrale di San Bartolomeo.

Navata destra
- 1779 - 1780, San Michele Arcangelo, Madonna del Carmelo con San Simone Stock, Transito di San Francesco d'Assisi, San Calogero olio su tela, dipinti custoditi nella navata sinistra della concattedrale di San Bartolomeo.

Navata sinistra
 Motta d'Affermo 
- XVIII secolo, Assunzione di Maria Santissima e gli apostoli, olio su tela, possibile collaborazione con il padre Gaetano, opera custodita nel duomo di Maria Santissima degli Angeli.
- 1788c., Madre Santissima del Lume, olio su tela, possibile collaborazione con il padre Gaetano, opera custodita nella chiesa di San Rocco.
- Tutto l'apparato decorativo della chiesa di San Rocco (pala d'altare; pale delle cappelle laterali; affreshi nella volta, nel transetto e nelle navate).

### Ragusa e provincia
Vittoria 
- XVIII secolo, Compianto del Cristo Morto, dipinto, attribuzione, opera proveniente basilica di San Giovanni Battista, oggi al museo d'Arte Sacra.

### Trapani e provincia
Calatafimi 
- XVIII secolo, Ciclo, decorazione a fresco della volta della chiesa del Santissimo Crocifisso.